# 第15SS武装擲弾兵師団

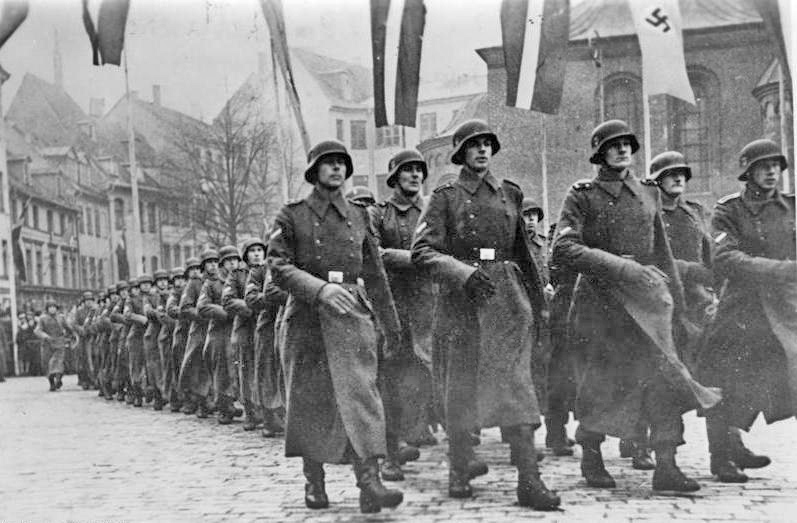
行進するラトビア義勇兵、1943年11月撮影

第15SS武装擲弾兵師団（ラトビア第1師団）は武装親衛隊の師団である。
1941年6月22日から始まったバルバロッサ作戦は、ドイツ国防軍及び武装親衛隊に多大な人的消耗を強いた。これを補うべく、武装親衛隊はドイツ人に限らず、占領地の住民から兵士を供給すべく行動を開始する。親衛隊全国指導者ハインリヒ・ヒムラーは募集業務を東方帝国委員会（Reichskommissariat Ostland）に行わせ、1942年8月までにバルト三国で武装親衛隊の連隊が設立されていった。このうちのラトビアSS義勇連隊が第15SS武装擲弾兵師団の中核となる。
しかしこれらの連隊は小規模であり、広大な東部戦線で活動するには不十分であったため、部隊規模の拡大が図られた。1943年に、1915年～1924年生まれの男性を徴兵、さらに1944年には1904年～14年生まれと1925年～26年生まれも強制的に徴兵した。これらの人員によりラトビアSS義勇連隊はSS義勇師団に昇格、後に第15番目の武装親衛隊師団の指定をうけた。しかしSSの名称は受けられず、第15SS武装擲弾兵師団と表記されることになる。しかし戦況は1944年のソビエト赤軍による反撃作戦により極度に悪化、師団はポメラニア防衛戦に投入されるが、戦力が10分の1になるほどの激闘を戦い抜くことになる。
第15SS武装擲弾兵師団はポメラニアの壁（:en:Pomeranian Wall）でその防衛任務に就いた。1945年2月2日、師団はポーランド第1軍所属歩兵第1師団の第3歩兵連隊第4中隊の32人の捕虜を納屋に閉じ込め、焼殺するという戦争犯罪を犯している。
その後、生き残ってソビエト赤軍の捕虜になることを恐れた師団の残存兵は1945年、ベルリンにおける最後の戦いで必死の戦いを見せた。最終的にVilis Janums親衛隊大佐に率いられた師団の残存兵はエルベ川近郊のギューターグリュック（Güterglück）でアメリカ軍に降伏した。